# Руђери (Потенца)
Руђери (итал. Ruggieri) је насеље у Италији у округу Потенца, региону Базиликата.
Према процени из 2011. у насељу је живело 31 становника. Насеље се налази на надморској висини од 541 м.